# سفارة الغابون في مصر
سفارة الغابون لدى مصر هي الممثلية الدبلوماسية العليا لدولة الغابون لدى جمهورية مصر العربية.

## السفارة
معادي السرايات الغربية، قسم المعادي، محافظة القاهرة .

## اقرأ أيضا
- قائمة البعثات الديبلوماسية في مصر